# Хоминцы (Хмельницкая область)
Хоминцы (укр. Хоминці) — село в Хмельницком районе Хмельницкой области Украины.
Население по переписи 2001 года составляло 194 человека. Почтовый индекс — 31333. Телефонный код — 3822. Занимает площадь 1,5 км². Код КОАТУУ — 6825089003.

## Местный совет
31333, Хмельницкая обл., Хмельницкий р-н, с. Чабаны, ул. Кооперативная, 3